# مدل تکامل چشم‌انداز
مدل تکامل چشم‌انداز یک مدل عددی با مبنای طبیعی است که تغییرات سطح زمین را در طول زمان شبیه‌سازی می‌کند. این مدل به بیان موضوعاتی مانند فرسایش یخچالی و رسوب‌گذاری، فرسایش، جابه‌جایی رسوب و رسوب‌گذاری در سیستم‌های جریانی مانند رودها، حرکات دامنه‌ای و دیگر حوادث متناوب مانند سنگ‌ریزش، جریان واریزه‌ای، زمین‌لغزش و دیگر فرایندهای سطحی می‌پردازد. همچنین عواملی مانند برخاستگی تکتونیکی یا فرونشست نیز می‌تواند باعث تحول و تکامل چشم‌اندازها شود. در یک چشم‌انداز معمولی بسیاری از این عوامل موجب تحول و تکامل می‌شوند.
مدل‌های تکامل چشم‌انداز ابتدا در دهه ۱۹۷۰ توسعه داده شد و عمدتاً در دانش ژئومورفولوژی مورد استفاده قرار می‌گیرد.